# NGC 2750
NGC 2750 is een spiraalvormig sterrenstelsel in het sterrenbeeld Kreeft. Het hemelobject werd op 11 maart 1785 ontdekt door de Duits-Britse astronoom William Herschel.

## Synoniemen
- UGC 4769
- IRAS09028+2538
- MCG 4-22-12
- VV 541
- ZWG 121.17
- KCPG 186B
- PGC 25525